# Joe Hendry
Joe Hendry (Edimburgo, 1º maggio 1988) è un wrestler scozzese, sotto contratto con la Total Nonstop Action Wrestling.
In TNA ha vinto una volta il TNA World Championship e una volta il TNA Digital Media Championship diventando anche il più longevo campione.
Ha scritto e composto la sua musica d'ingresso, I Believe In Joe Hendry, divenuta virale in Scozia e poi in tutto il mondo raggiungendo svariati milioni di visualizzazioni su YouTube.

## Carriera

### L'inizio della carriera
Laureato in economia aziendale e marketing, si cimentò da chitarrista (in seguito anche da cantante) nel mondo della musica dall'età di 15 anni, esibendosi con la sua band in tournée per il Regno Unito fino al 2013. Joe, con la sua esperienza da cintura nera di judo, voleva ambire ad un'altra disciplina di combattimento: il wrestling. Si fece allenare alla Source Wrestling School. A ottobre 2013, debuttò nella Scottish Wrestling Alliance (SWA), in una Battle royal a 30 uomini. Firmò un contratto con la Insane Championship Wrestling (ICW). Vinse il titolo ICW Tag Team Championship, insieme a Davey Boy, nel luglio 2016. Il titolo fu perso due mesi dopo, dalla sconfitta contro la Polo Promotion.

### Ring of Honor (2018-2022)
Dopo una breve partesi nel 2016, nel maggio del 2018 torna nella Ring of Honor (ROH) sfidando Silas Young per il ROH World Television Championship senza riuscire a vincere la cintura.

### Impact Wrestling / TNA (2018-2019, 2022-presente)

Joe Hendry nel 2024

Il 25 maggio 2018, Impact Wrestling annunciò tramite Twitter che Joe Hendry avrebbe preso parte a dei promo televisivi e il 5 luglio ha fatto il suo debutto ad Impact!. Nel suo primo anno nel brand di Jerry Jarrett fu coinvolto in diverse faide contro Eli Drake, Trevor Lee e Caleb Konley alleandosi con Katie Lea e Grado. Dopo neanche un anno, il 15 febbraio 2019, Hendry ringraziò la compagnia per avergli dato la possibilità di apparire nel loro programma, ma annunciò il mancato rinnovo con lo show.
Lo scozzese passò alla federazione Ring of Honor (ROH) dove rimase fino al 2022, quando ritornò a Impact Wrestling attraverso un promo andato in andato in onda nella puntata di Impact! del 15 settembre 2022. Il suo ritorno sul ring avvenne a Bound for Glory partecipando alla Call Your Shot Gauntlet venendo eliminato da Moose. Il 22 ottobre 2022, Hendry vinse la sua prima cintura ad Impact Wrestling, battendo Brian Myers per diventare il nuovo Impact Digital Media Championship. Nei mesi seguenti lo scozzese difese il titolo varie volte sconfiggendo Moose, Matt Cardona e Dirty Dango. A Rebellion fece coppia con Dirty Dango e Santino Marella sconfiggendo il The Design (Alan Angels, Sami Callihan, Cody Deaner e Konnor). Il 15 luglio a Slammiversary, Hendry perse il titolo contro Kenny King, terminando il suo regno di 266 giorni diventando il più longevo detentore della cintura.
Il 26 ottobre, durante l'UK Invasion Tour, Hendry prese parte alla Glasgow Cup sconfiggendo, in semifinale, Rich Swann e poi in finale Frankie Kazarian aggiundicandosi così il torneo. Nell'aprile del 2024, il lottatore scozzese è diventato virale sui social media con la sua canzone d'ingresso I Believe In Joe Hendry. Nella puntata di Impact! del 5 luglio sconfisse Jake Something guadagnandosi un posto nell'elimination match per il TNA World Championship a Slammiversary. Il match fu vinto dal campione in carica Nic Nemeth, con Hendry che venne eliminato da Josh Alexander. Lo scozzese iniziò poi una faida con Alexander terminata con la sua vittoria a Victory Road.
Nella puntata di Impact! del 26 settembre 2024, Hendry sconfisse Frankie Kazarian diventando il primo sfidante per il TNA World Championship detenuto Nic Nemeth, ma a Bound for Glory non riusc' a vincere il titolo a causa dell'interferenza di John Layfield. Per scelta del Director of Authority, Santino Marella, Hendry non ebbe una rivincita immediata ma dopo una serie di vittorie riuscì a guadagnarsi un rematch titolato contro Nic Nemeth a Genesis il 19 gennaio del 2025. In quella occasione riuscì a sconfiggere il rivalediventando per la prima volta il campione del mondo della TNA. Quattro giorni dopo ad Impact! sconfisse Matt Cardona nella sua prima difesa titolata.
Il lottatore scozzese iniziò una allenaza con Elijah e riuscì a difendere la cintura in primis con Ryan Nemeth e in un secondo momento contro Hammerstone. A TNA Rebellion, il 27 aprile, difende la cintura contro Ethan Page e Frankie Kazarian. A fine match venne attaccato da Trick Williams lanciandoli una sfida per il titolo. Il 2 maggio a TNA Impact!, Williams interferì nel main event della puntata costando ad Hendry e gli Hardy Boyz il loro match contro Frankie Kazarian, Nic Nemeth e Ryan Nemeth ed attaccandolo al termine dell'incontro. I due si sfidarono per il TNA World Championship ad NXT Battleground dove Hendry perse il titolo dopo 127 giorni di regno.

### WWE (2024-presente)
Hendry apparì in WWE durante la puntata di Raw del 10 novembre 2014 dove interpretò un diplomatico russo insieme a Rusev e Lana. In altre puntate apparve come uno dei Rosebuds di Adam Rose.

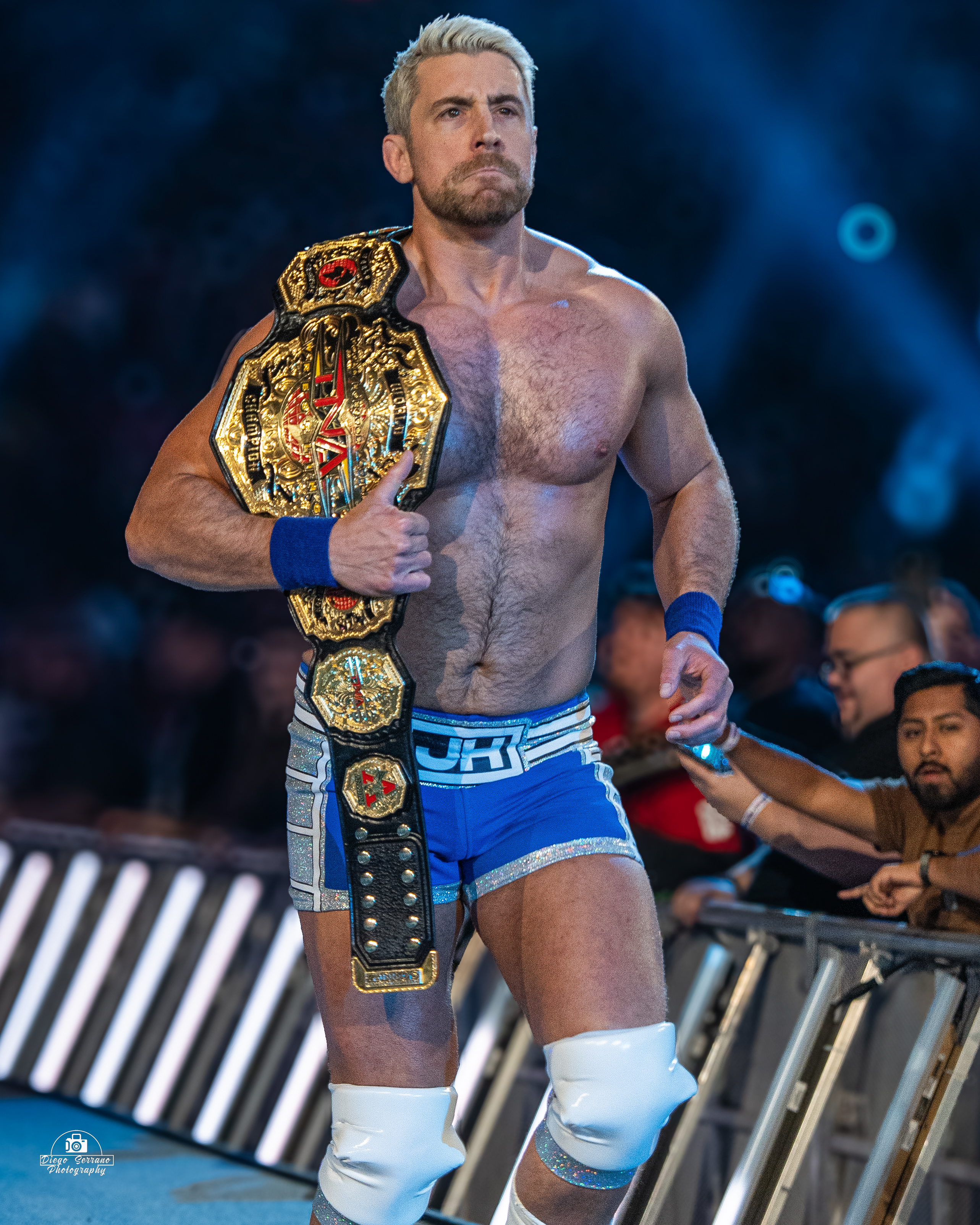
Joe Hendry durante la Royal Rumble 2025

Il 18 giugno 2024, Joe Hendry debuttò sul ring della WWE ad NXT come rappresentante della TNA in una battle royal a 25 uomini per decretare il primo sfidante all'NXT Championship, detenuto da Trick Williams, ma venne immediatamente eliminato da Frankie Kazarian.
Nella puntata di NXT del 9 luglio, Hendry comabtté e vinse al fianco di Trick Williams in un tag team match contro Shawn Spears e Ethan Page, il nuovo detentore della cintura massima. Nella prima settimana di NXT The Great American Bash tenne il suo primo concerto dal vivo in WWE. I Gallus decisero di attaccare Hendry a metà esibizione e la settimana seguente lo scozzese affrontò e sconfisse Joe Coffey.
Nella puntata di NXT del 20 agosto, Hendry sconfisse Pete Dunne e Wes Lee in un triple threat match conquistando un match titolato per il NXT Championship detenuto da Ethan Page ad NXT No Mercy con Trick Williams come arbitro speciale. Arrivati all'evento, lo scozzese perse e non riuscì a portarsi a casa la cintura. A fine anno vinse il premio WWE NXT Year End Award per il “Moment of the Year”.
Il 1º febbraio 2025 al Lucas Oil Stadium di Indianapolis, in Indiana, debuttò alla Royal Rumble, entrando con il numero 15 e presentandosi con il TNA World Championship e venendo successivamente eliminato da Roman Reigns. Durante la seconda serata di WrestleMania 41 accettò a sopresa l'open challenge di Randy Orton dove ne uscì sconfitto.
Il 22 aprile 2025, Hendry torna ad NXT iniziando la rivalità con Trick Williams. Nella successiva puntata di NXT, Hendry chiamò fuori il suo nuovo sfidante ma venne attaccato invece dal Darkstate. Nella puntata del 6 maggio, Williams interferì nuovamente nel match di Hendry che lo vedeva coinvolto insieme agli NXT Tag Team Champions, Hank Walker e Tank Ledger, contro il Darkstate costandoli il match. Lo scozzese fece la sua apparizione più avanti nella puntata durante una battle royal per disturbare il rivale e facilitarne l'eliminazione ad opera di Elijah. Più tardi nella puntata, la general manager Ava annunciò, dopo un consulto con Santino Marella (TNA Director of Authority), l'incontro tra Hendry e Williams valido per il TNA World Championship ad NXT Battleground. Ad NXT Battleground perse il titolo TNA contro Trick Williams.

## Personaggio

### Mosse finali
- Standing Ovation (Elevated Spinebuster)[41]
- Freak of Nature (Fallaway slam)[41]
- Hendry Slam (Olympic Slam)[41]
- Hendry Lock (Ankle Lock)[41]

## Titoli e riconoscimenti
- Total Nonstop Action Wrestling
  - TNA World Championship (1)
  - TNA Digital Media Championship (1)
  - Coppa di Glasgow (2023)
- DDT Pro-Wrestling
  - Cintura dei pesi massimi Ironman (1)
- Pro Wrestling Elite
  - PWE Heavyweight Championship (1)
- Insane Championship Wrestling
  - ICW Tag Team Championship (1) con Davey Boy
- Pro Wrestling Illustrated
  - 51º tra i 500 migliori wrestler singoli nella PWI 500 (2024)[42]
- WWE
  - NXT Year-End Award (1)
    - Moment of the Year (2024)